# مؤسسات پژوهشی متحد لرزه‌شناسی
مؤسسات پژوهشی متحد لرزه‌شناسی (به انگلیسی: Incorporated Research Institutions for Seismology) به اختصار آی‌آرآی‌اس (به انگلیسی: IRIS) یک کنسرسیوم پژوهشی دانشگاهی برای کاوش درون زمین از طریق گردآوری و توزیع داده‌های لرزه‌ای است. برنامه‌های این کنسرسیوم به پژوهش‌های علمی، آموزش و پرورش و کاهش خطر زمین‌لرزه کمک می‌کند.